# Dampftriebwagen der ägyptischen Khediven

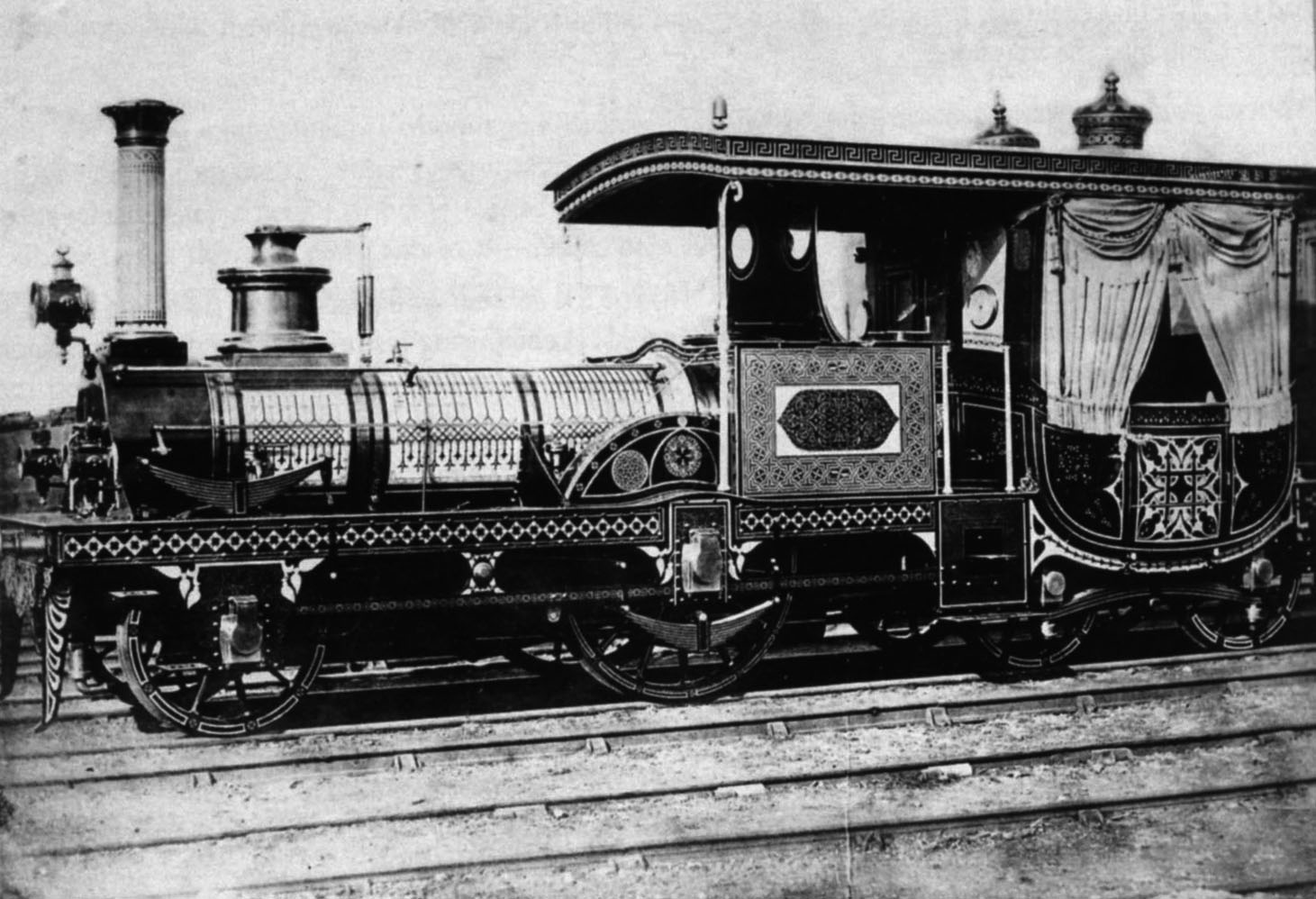
Robert Stevenson Locomotive Works, Werks-Nr. 1181 von 1858

Die Dampftriebwagen der ägyptischen Khediven sind Dampflokomotiven mit einem angebauten oder fest gekuppelten Reiseabteil. In englischsprachigen Veröffentlichungen wird diese Art von Lokomotiven auch als „Egyptian Kiosks“ bezeichnet.

## Geschichte
Fahrzeuge dieser Art wurden mehrfach für die Khediven von Ägypten beschafft:
- 1858/1859 kam ein erstes derartiges Fahrzeug mit einer umfangreicheren Lieferung von Lokomotiven durch die Fabrik von Robert Stephenson (Fabrik-Nr. 1181) nach Ägypten. Es wird als Tenderlokomotive mit einer Achsfolge von 1A’2 beschrieben, an die ein zweiachsiges Drehgestell fest montiert war, das das Abteil des Khediven trug. Die Konstruktion war mit einem Fassungsvermögen von nur 1,8 Kubikmeter Wasser und 4,5 Tonnen Kohle relativ schwach ausgelegt. Bereits Ende des 19. Jahrhunderts war über den Verbleib des Fahrzeugs nichts mehr bekannt.[2]

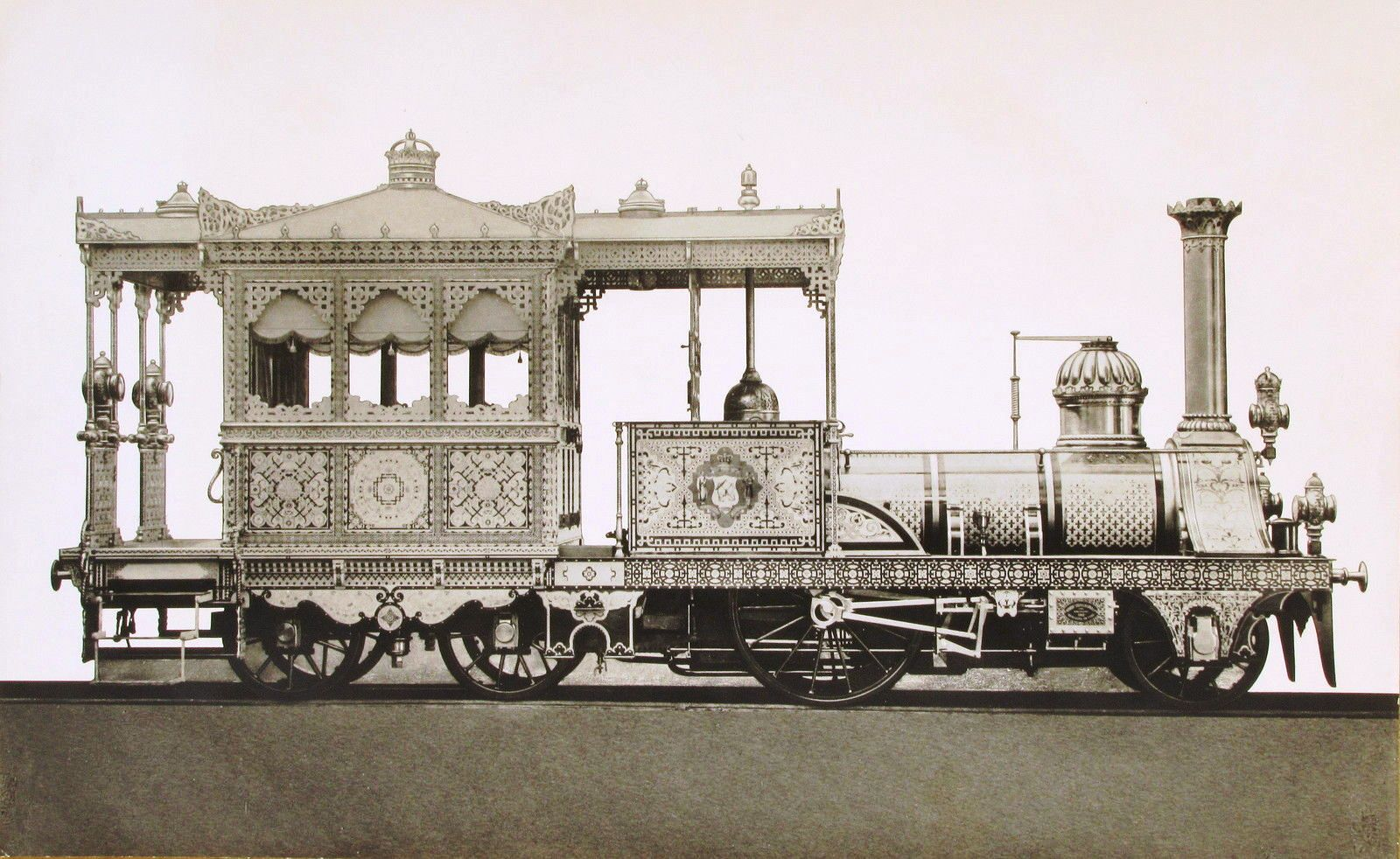
Robert Stephenson Locomotive Works, Werks-Nr. 1295 von 1862

- 1862 folgte ein weiteres derartiges Fahrzeug vom gleichen Hersteller (Fabrik-Nr. 1295) und ähnlicher Bauart. Hier hatten die Reisekabine und der Hauptteil des Fahrzeugs einen gemeinsamen Rahmen (1A2). Äußerlich war es aufwändig dekoriert.[3] Das Innere des Fahrzeugs war luxuriös mit Seide gepolstert. Die Dekorationen waren in Schwarz, Weiß und Gold gehalten, entworfen von Matthew Digby Wyatt, einem Spezialisten für arabisches Design. Viele Einzelteile des Fahrzeugs waren vergoldet. Es gab eine Verbindungstür zwischen dem Reiseabteil und dem Führerstand der Lokomotive, so dass der Khedive sich auch während der Fahrt dorthin begeben und die Lokomotive selbst fahren konnte.[4]

Das Fahrzeug hatte zunächst die Betriebsnummer 63, wurde später mit der Betriebsnummer 300 geführt und trug am Anfang des 20. Jahrhunderts die Betriebsnummer 30. Der Khedive Tawfiq (er regierte von 1879 bis 1892) hat das Fahrzeug wahrscheinlich nie genutzt. In seiner Regierungszeit war es in einer Fahrzeughalle abgestellt. Sein Nachfolger, Abbas II. (er regierte von 1892 bis 1914) dagegen nutzte die Lokomotive zwischen seinem Palast in Alexandria und dem Sommerpalast in Montaza. In dieser Zeit war das Fahrzeug in Alexandria stationiert. Das Fahrzeug ist im Ägyptischen Eisenbahnmuseum in Kairo erhalten.
- Von dem dritten derartigen Fahrzeug (Robert Stevenson Locomotive Works, Werks-Nr. 1645 von 1865) sind keine Fotos bekannt.

## Weblinks

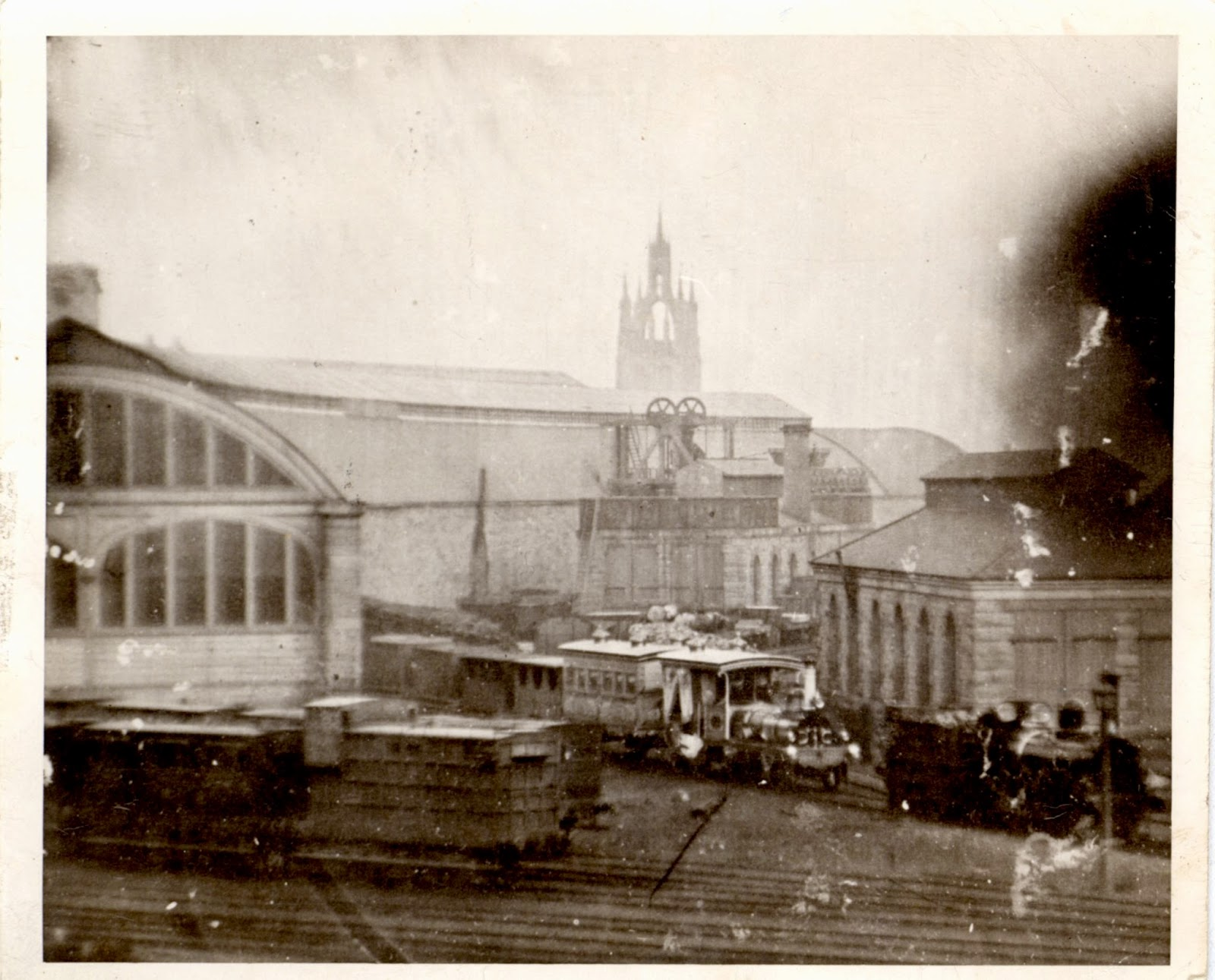
Robert Stephensons Nr. 1181 von 1858 und ihr Wagen im Winter 1858 vor der Newcastle Central Station